# Chomelia pohliana
Chomelia pohliana är en måreväxtart som beskrevs av Johannes Müller Argoviensis. Chomelia pohliana ingår i släktet Chomelia och familjen måreväxter. Inga underarter finns listade i Catalogue of Life.